# Thomas Pègues
Thomas Pègues, né le 2 août 1866 à Marcillac-Vallon dans l'Aveyron et mort le 28 avril 1936 à Dax dans les Landes, est un essayiste et religieux catholique dominicain français.

## Biographie
Il naît le 2 août 1866 à Marcillac sous le nom d'Auguste Henri Pègues, fils de Jean Louis Pègues et de Julie Durand. Plus tard, il adoptera le prénom de Thomas.
Il a consacré un dictionnaire à la Somme théologique de Saint Thomas d'Aquin et fut professeur de théologie à l'université pontificale Saint-Thomas-d'Aquin (l'Angelicum) de 1909 à 1921.

## Œuvres
- Commentaire français littéral de la « Somme théologique » de Saint Thomas d'Aquin : les passions et les habitus, Éditeur E. Privat, 1926
- Aperçus de philosophie thomiste et de propédeutique : précédés d'une lettre de Monseigneur Rivière, Archevêque d'Aix, Éditeur A. Blot, 1927
- Initiation thomiste, E. Privat, 1925
- Dictionnaire de la Somme théologique de Saint Thomas d’Aquin et commentaire français littéral, O.P, Tequi, 1935
- Saint Thomas d'Aquin et la guerre, Éditions Pierre Téqui, 1916
- Jésus-Christ dans l'évangile, Volume 1, Éditeur Lethielleux, 1899

en anglais
- Catechism of the Summa Theologica of Saint Thomas Aquinas: For the Use of the Faithful, trad. Ælred Whitacre, Londres : Burns, Oates and Washbourne, 1922.